# Włodzimierz (Szłapak)
Włodzimierz, imię świeckie Wasyl Wołodymyrowycz Szłapak (ur. 3 sierpnia 1979 w Czerniachowie) – biskup niekanonicznego (do 2018 r.) Ukraińskiego Autokefalicznego Kościoła Prawosławnego, następnie Kościoła Prawosławnego Ukrainy.

## Życiorys
Święcenia diakonatu przyjął 28 listopada 1996, a prezbiteratu 29 grudnia tego samego roku. Chirotonię biskupią otrzymał 21 czerwca 2009 (został ordynariuszem eparchii żytomiersko-poleskiej). W 2011 r. podniesiony do godności arcybiskupa.